# Заставнівська міська рада
Заста́внівська міська́ ра́да — адміністративно-територіальна одиниця та орган місцевого самоврядування в Заставнівському районі Чернівецької області. Адміністративний центр — місто Заставна.

## Загальні відомості
- Населення ради: 8 762 особи (станом на 2001 рік)

## Населені пункти
Міській раді підпорядковані населені пункти:
- м. Заставна

## Склад ради
Рада складається з 34 депутатів та голови.
- Голова ради: Радиш Василь Йосипович
- Секретар ради:

### Керівний склад попередніх скликань
| Прізвище, ім'я, по батькові | Основні відомості                                               | Дата обрання | Дата звільнення |
| --------------------------- | --------------------------------------------------------------- | ------------ | --------------- |
| Цуркан Ярослав Васильович   | Міський голова, 1974 року народження, безпартійний              | 26.03.2006   | 31.10.2010      |
| Цуркан Яросав Васильович    | Міський голова, 1974 року народження, освіта вища, безпартійний | 31.10.2010   |                 |
| Радиш Василь Йосипович      | Міський Голова,                                                 |              |                 |

Примітка: таблиця складена за даними сайту Верховної Ради України

### Депутати
За результатами місцевих виборів 2010 року депутатами ради стали:

#### За суб'єктами висування
| Суб'єкт висування                                       | Кількість обраних депутатів | %    |
| ------------------------------------------------------- | --------------------------- | ---- |
| Політична партія Всеукраїнське об'єднання «Батьківщина» | 9                           | 26,5 |
| Політична партія «Фронт Змін»                           | 9                           | 26,5 |
| Партія регіонів                                         | 5                           | 14,7 |
| Політична партія «Сильна Україна»                       | 5                           | 14,7 |
| Політична партія «Наша Україна»                         | 4                           | 11,8 |
| Народна партія                                          | 1                           | 2,9  |
| Соціалістична партія України                            | 1                           | 2,9  |

#### За округами
| № округу                                                | Прізвище, ім'я, по батькові     | Дата визнання обраним | Освіта             | Партійна приналежність                        | Відомості про обраного депутата                                                          |
| ------------------------------------------------------- | ------------------------------- | --------------------- | ------------------ | --------------------------------------------- | ---------------------------------------------------------------------------------------- |
| Народна Партія                                          |                                 |                       |                    |                                               |                                                                                          |
| 17                                                      | Семенюк Микола Костянтинович    | 04.11.2010            | вища               | член Народної партії                          | Заставнівська районна організація "Українського товариства мисливців та рибалок, голова  |
| Партія регіонів                                         |                                 |                       |                    |                                               |                                                                                          |
| б/м                                                     | Найда Петро Миколайович         | 04.11.2010            | вища               | член Партії регіонів                          | Заставнівський ВУЖКГ, начальник                                                          |
| б/м                                                     | Бойчук Галина Василівна         | 04.11.2010            | вища               | позапартійна                                  | ПП «Фортуна», директор                                                                   |
| б/м                                                     | Калинчук Михайло Гаврилович     | 04.11.2010            | вища               | член Партії регіонів                          | ВПУ № 24, викладач                                                                       |
| б/м                                                     | Паук Любов Василівна            | 04.11.2010            | вища               | член Партії регіонів                          | ВПУ № 24, секретар                                                                       |
| 3                                                       | Бойчук Василь Васильович        | 04.11.2010            | вища               | позапартійний                                 | ТОВ «Будінвест», комерційний директор                                                    |
| Політична партія Всеукраїнське об'єднання «Батьківщина» |                                 |                       |                    |                                               |                                                                                          |
| б/м                                                     | Гаврилецький Василь Дмитрович   | 04.11.2010            | вища               | позапартійний                                 | Заставнівська музична школа, заступник директор                                          |
| б/м                                                     | Луговий Володимир Васильович    | 04.11.2010            | вища               | член Всеукраїнського об'єднання «Батьківщина» | приватний підприємець                                                                    |
| б/м                                                     | Бачинська Любов Анатоліївна     | 04.11.2010            | вища               | член Всеукраїнського об'єднання «Батьківщина» | пенсіонер                                                                                |
| б/м                                                     | Ковалик Орися Василівна         | 04.11.2010            | вища               | член Всеукраїнського об'єднання «Батьківщина» | приватний підприємець                                                                    |
| б/м                                                     | Бурденюк Володимир Михайлович   | 29.03.2011            | вища               | член Всеукраїнського об'єднання «Батьківщина» | Заставнівське управління з гозопостачання та газифікації філія ВАТ «Чернівці», начальник |
| 2                                                       | Турецька Ганна Василівна        | 04.11.2010            | вища               | член Всеукраїнського об'єднання «Батьківщина» | Заставнівськийдошкільний дитячий навчальний заклад № 3, завідувачка                      |
| 5                                                       | Штефюк Микола Васильович        | 04.11.2010            | вища               | член Всеукраїнського об'єднання «Батьківщина» | приватний підприємець                                                                    |
| 6                                                       | Пеліховський Микола Нестерович  | 04.11.2010            | вища               | член Всеукраїнського об'єднання «Батьківщина» | тимчасово не працює                                                                      |
| 15                                                      | Хомич Катерина Василівна        | 04.11.2010            | вища               | позапартійна                                  | Заставнівська ЦРЛ, лікар                                                                 |
| Політична партія «Наша Україна»                         |                                 |                       |                    |                                               |                                                                                          |
| б/м                                                     | Сташевська Вікторія Миколаївна  | 04.11.2010            | вища               | член Політичної партії «Наша Україна»         | Заставнівська ДМШ, викладач                                                              |
| б/м                                                     | Павельчук Василь Васильович     | 04.11.2010            | вища               | член Політичної партії «Наша Україна»         | тимчасово не працює                                                                      |
| 9                                                       | Лашта Віктор Євгенович          | 04.11.2010            | вища               | позапартійний                                 | ВПУ № 24, старший майстер                                                                |
| 12                                                      | Бурденюк Теодор Дмитрович       | 04.11.2010            | вища               | член Політичної партії «Наша Україна»         | Заставнівська центральнарайонналікарня, лікар                                            |
| Політична партія «Сильна Україна»                       |                                 |                       |                    |                                               |                                                                                          |
| б/м                                                     | Шумляк Оксана Миколаївна        | 04.11.2010            | середня спеціальна | член Політичної партії «Сильна Україна»       | суб'єкт господарської діяльності                                                         |
| б/м                                                     | Мельник Володимир Борисович     | 04.11.2010            | середня спеціальна | член Політичної партії «Сильна Україна»       | суб'єкт господарської діяльності                                                         |
| 7                                                       | Чепіль Василь Миколайович       | 04.11.2010            | середня спеціальна | член Політичної партії «Сильна Україна»       | приватний підприємець                                                                    |
| 8                                                       | Леванін Руслан Валерійович      | 04.11.2010            | вища               | член Політичної партії «Сильна Україна»       | тимчасово не працює                                                                      |
| 10                                                      | Вікірюк Віталій Миколайович     | 04.11.2010            | середня спеціальна | член Політичної партії «Сильна Україна»       | Заставнівська залізниця, колійний майстер                                                |
| Політична партія «Фронт Змін»                           |                                 |                       |                    |                                               |                                                                                          |
| б/м                                                     | Бойчук Мирослав Васильович      | 04.11.2010            | середня спеціальна | член Політичної партії «Фронт Змін»           | приватний підприємець                                                                    |
| б/м                                                     | Вікірюк Софія Іванівна          | 04.11.2010            | вища               | член Політичної партії «Фронт Змін»           | Заставнівська міська рада, секретар                                                      |
| б/м                                                     | Спіжавко Іван Миколайович       | 04.11.2010            | середня спеціальна | член Політичної партії «Фронт Змін»           | приватний підприємець                                                                    |
| б/м                                                     | Павчак Мирослава Михайлівна     | 04.11.2010            | вища               | член Політичної партії «Фронт Змін»           | Відділ земресурсів, начальник                                                            |
| 1                                                       | Радиш Василь Йосипович          | 04.11.2010            | вища               | член Політичної партії «Фронт Змін»           | фермерське господарство «Квік — О», голова                                               |
| 4                                                       | Радиш Орися Миколаївна          | 04.11.2010            | вища               | член Політичної партії «Фронт Змін»           | приватний підприємець                                                                    |
| 11                                                      | Сивирин Мирослав Іванович       | 04.11.2010            | вища               | член Політичної партії «Фронт Змін»           | Заставнівська відділення Райфайзенбанк Аваль, провідний економіст                        |
| 14                                                      | Буйновська Світлана Ярославівна | 04.11.2010            | вища               | член Політичної партії «Фронт Змін»           | Райфінвідділ, заступник начальника                                                       |
| 16                                                      | Козак Іван Романович            | 04.11.2010            | вища               | член Політичної партії «Фронт Змін»           | ВПУ 24, викладач                                                                         |
| Соціалістична партія України                            |                                 |                       |                    |                                               |                                                                                          |
| 13                                                      | Добруцький Леопольд Омелянович  | 04.11.2010            | вища               | член Соціалістичної партії України            | Заставна РЕМ, інженер-програміст                                                         |